# 8925 Boattini
8925 Boattini eller 1996 XG32 är en asteroid i huvudbältet som upptäcktes den 4 december 1996 av de båda italienska astronomerna Ulisse Munari och Maura Tombelli vid Cima Ekar-observatoriet. Den är uppkallad efter den italienska astronomen Andrea Boattini.